# Ian Roper
Ian Robert Roper (født 20. juni 1977 i Nuneaton, England) er en engelsk fodboldspiller. Han har gennem karrieren spillet for blandt andet Walsall og Luton.